# Sepideh Qolian
Sepideh Qolian   (Dezful, 1994) és una activista política iraniana, estudiant de veterinària i periodista de la ciutat de Dezful.

## Activisme
El 18 de novembre de 2018, Sepideh Qoliyan, que havia treballat anteriorment amb diverses publicacions com a periodista, informava d'una protesta laboral organitzada pel Sindicat de Treballadors de l'empresa Agroindustrial de la canya de sucre de Haft Tappeh (en persa: شرکت نیشر هفتپه), quan va ser arrestada per les forces de seguretat iranianes. Durant la protesta també van ser detinguts el portaveu sindical Esmail Bakhshi i una desena de sindicalistes més. Tots els arrestats, excepte Qolian i Bakhshi, van ser alliberats en pocs dies. Qolian i Bakhshi van estar detinguts sense càrrecs ni representació legal durant 30 dies i finalment van ser alliberats sota fiança.

## Tortura
El 29 de novembre de 2018, mentre Qolian i Bakhshi encara estaven detinguts, The Vahed Syndicate, un sindicat que representava més de 17.000 treballadors, va revelar en un comunicat que Esmail Bakhshi havia estat hospitalitzat breument a causa de les tortures que havia patit mentre estava sota custòdia governamental. Immediatament després de l'alliberament, Qolian va confirmar que tant ella com Bakhshi havien estat sotmeses a tortura per part de les forces de seguretat.
Després de la seva posada en llibertat sota fiança, Bakhshi i Qolian van relatar les tortures a Amnistia Internacional que van patir mentre estaven detinguts per funcionaris de la policia i del ministeri d'intel·ligència a les ciutats de Shush i Ahvaz. Van dir a Amnistia que els havien colpejat, llançat contra les parets, empès a terra, humiliats amb flagells i amenaçats d'agressió sexual i assassinat. Qolian va declarar que durant els seus interrogatoris diaris, que van començar al voltant de les 10 del matí i van durar fins a primera hora del matí següent, els funcionaris d'intel·ligència la van sotmetre repetidament a insults sexuals com ara "puta", la van acusar de tenir relacions sexuals amb treballadors i van amenaçar-la amb assegurar-se que la seva família rebria informació que els faria assassinar en un crim d'honor.
Aquesta revelació va provocar una immensa reacció pública, especialment a les xarxes socials iranianes. En resposta a la indignació pública, diverses organitzacions estatals iranianes van desmentir les acusacions de Qolian i la van titllar a ella i Bakhshi com a instruments per als interessos estrangers.
El 19 de gener de 2019, la televisió estatal iraniana va emetre el que deia ser un documental que mostrava que Qolian, Bakhshi i altres activistes tenen connexions amb l'administració Trump, grups comunistes i altres iranians de la diàspora que persegueixen enderrocar el règim iranià. L'emissió, gravada durant la seva detenció, incloïa vídeos de Qolian i Bakhshi visiblement angoixats que confessaven els seus crims contra l'estat. Qolian va respondre a Twitter que aquesta emissió és per si mateixa una prova més de tortura. Farzaneh Zilabi, l'advocada de Bakhshi, va descriure la transmissió de declaracions obtingudes del seu client sota coacció com una violació de la llei. “L'emissió d'aquest documental és injustificable i inacceptable. Ara que la informació confidencial d'aquest cas fals s'ha fet pública a través d'un documental enganyós, selectiu i injust, el Sr. Bakhshi demana un judici públic i transparent”. Segons Zilabi, l'emissió va ser una violació de l'article 96 del Reglament de procediments penals de l'Iran, que prohibeix i criminalitza revelar la identitat i les imatges dels sospitosos abans de la condemna.

## Nova detenció
Qolian i Bakhshi van ser arrestats de nou el 20 de gener de 2019. Segons Amnistia Internacional, el moment de la seva detenció indica que es tracta d'un intent de silenciar-los i castigar-los per parlar sobre els abusos que van patir sota custòdia. En una entrevista telefònica, el pare de Qolian va dir a un periodista: "A les 7 del matí, 12 agents homes i 2 dones van atacar violentament casa meva, van trencar les dents al meu fill, em van agredir a mi i a la meva dona i ens van dir que matarien la nostra filla."
Abolfazl Ghadyani, un antic revolucionari islàmic veterà convertit en dissident, va assenyalar a Ali Khamenei com el principal culpable de tots els mals i injustícies contra Bakhshi i Qolian

## Premis
- El 2022, la BBC va incloure Sepideh Qolian a la llista de 100 dones inspiradores i influents d'arreu del món.[19]